# Ancien siège des cristalleries du Val-Saint-Lambert
L'ancien siège des cristalleries du Val-Saint-Lambert est un édifice de style Beaux-Arts édifié par l'architecte Oscar Francotte à Bruxelles en Belgique.

## Localisation
L'immeuble se dresse au numéro 5 de la rue du Vieux Marché aux Grains, à quelques dizaines de mètres de la place Sainte-Catherine.

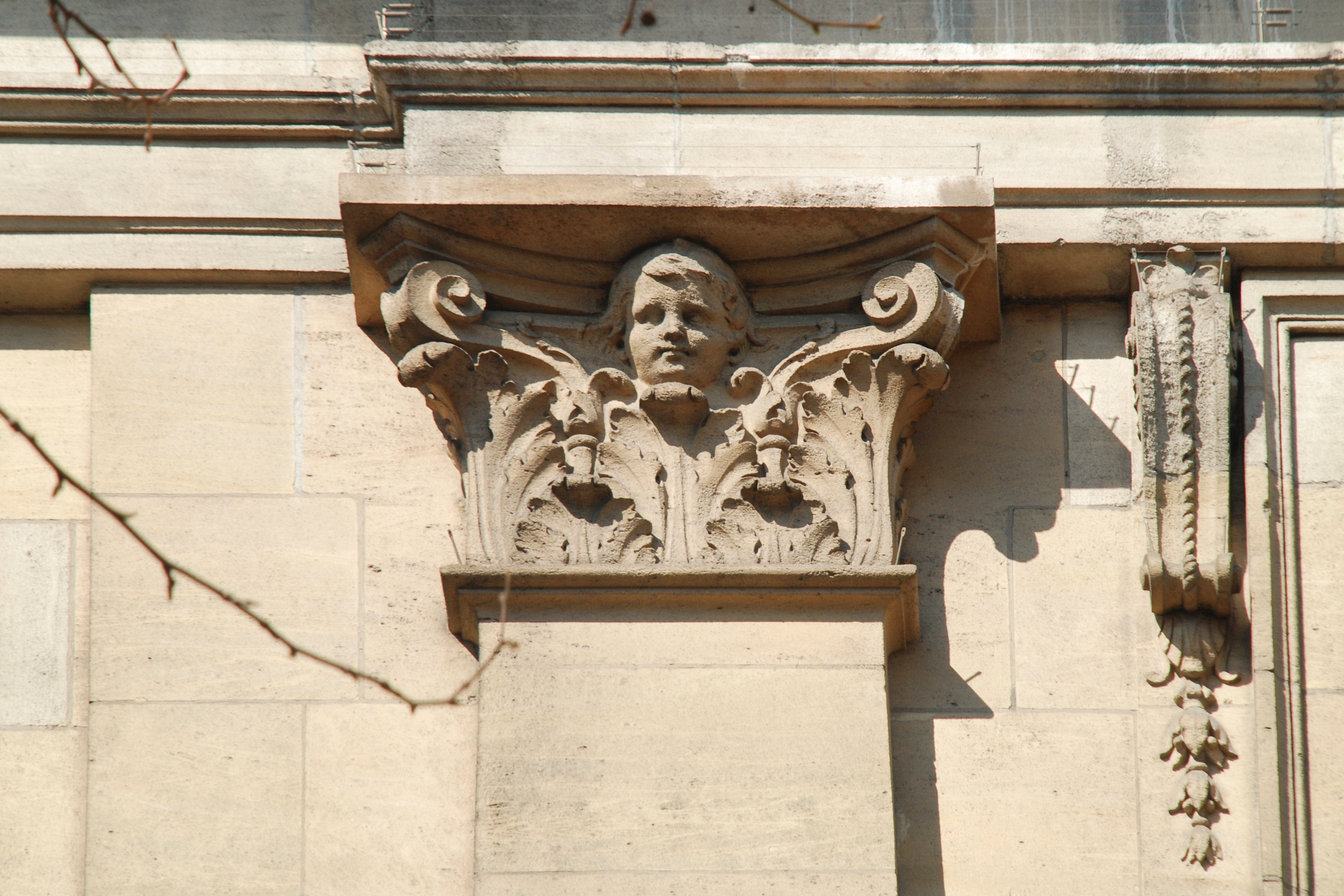
Chapiteau.

## Historique

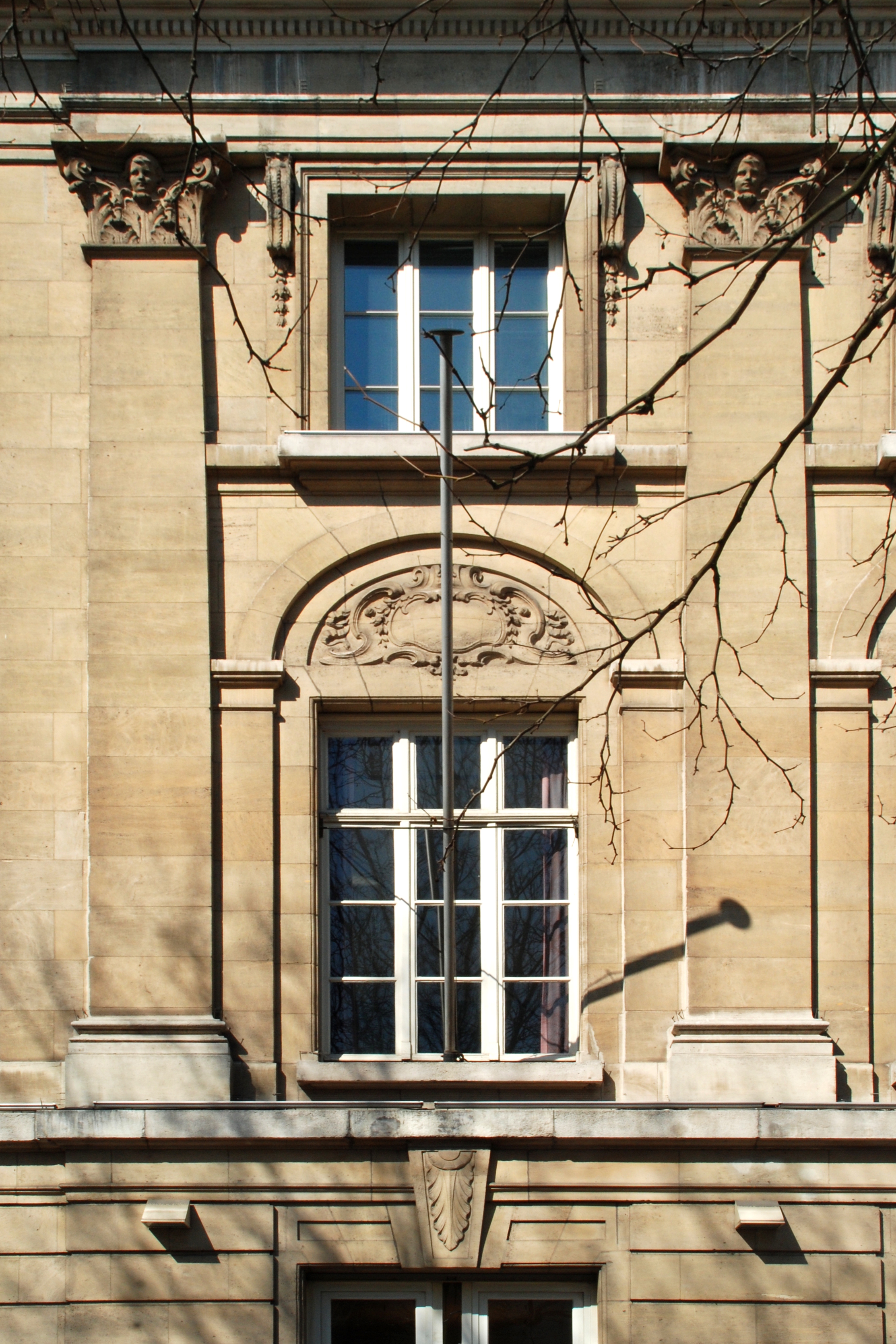
Pilastres d'ordre colossal.

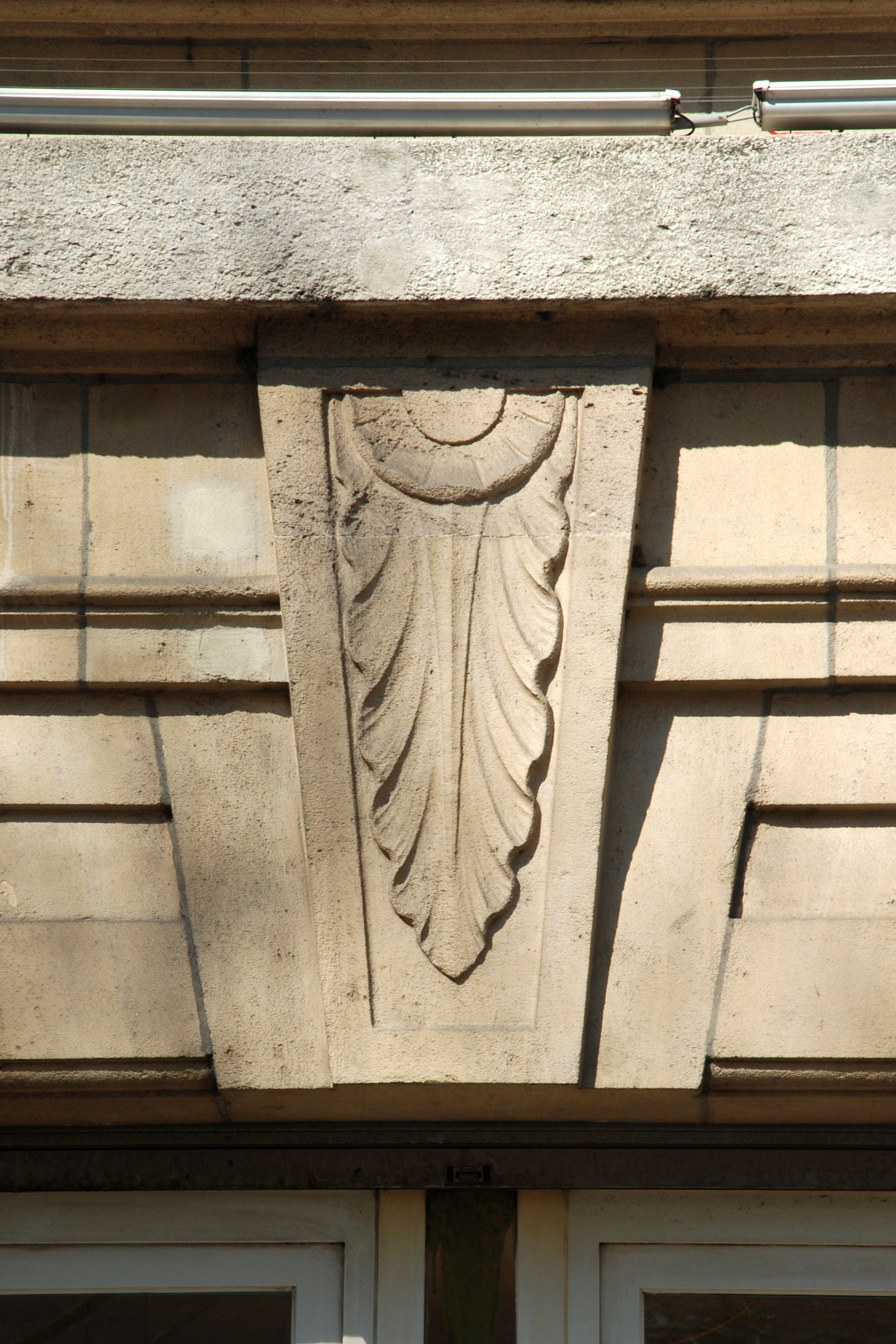
Clé d'arc à feuille d'acanthe.

En 1235, l'ordre des Augustines fonde à cet endroit un couvent qui prospère jusqu'en 1783, année de sa fermeture sur ordre de l'empereur Joseph II.
Le bâtiment actuel est édifié entre 1911 et 1914 par l'architecte liégeois Oscar Francotte,,, en style Beaux-Arts,.
De 1914 à 1965, l'immeuble sert de salle d'exposition aux cristalleries du Val-Saint-Lambert,.
Il est acheté en 1978 par le ministère de la culture néerlandaise qui le transforme en un centre de rencontre flamand (Sociaal kulturele raad Brussel-Centrum, conseil socio-culturel de Bruxelles-Centre) baptisé « De Markten » (les marchés) en référence à l'abondance des marchés dans le quartier jusqu'au XIXe siècle,.

## Architecture

### Architecture extérieure
L'immeuble possède une large façade en pierre d'Euville, de trois niveaux et cinq travées, surmontée d'une toiture à la Mansart,.
Le rez-de-chaussée présente un soubassement en pierre bleue et une maçonnerie à bossages plats et lignes de refends. Sa travée de droite est percée d'une porte cochère tandis que ses quatre autres travées sont percées de hautes fenêtres rectangulaires sommées de clés d'arc à feuilles d'acanthe.
Aux étages, les fenêtres de hauteur décroissante sont cantonnées de pilastres d'ordre colossal. 
Les trois travées centrales sont plus ornées que les travées latérales. Les pilastres d'ordre colossal y sont surmontés chacun d'un chapiteau d'ordre composite d'où émerge un mascaron figurant un visage de femme, et la décoration des fenêtres du premier étage y est plus soignée. Ces fenêtres sont encadrées de piédroits à imposte saillante supportant un arc en plein cintre dont le tympan est orné d'un cartouche orné de feuillages et de rubans. Les fenêtres des travées latérales, plus simples, sont surmontées de cartouches marqués « Val St Lambert 1825 » et « Val St Lambert 1914 ».
Les pilastres d'ordre colossal supportent un large entablement à frise de denticules portant la corniche d'où s'élance la toiture à la Mansart couverte d'ardoises et ornée de trois lucarnes à fronton cintré et de deux oculi.

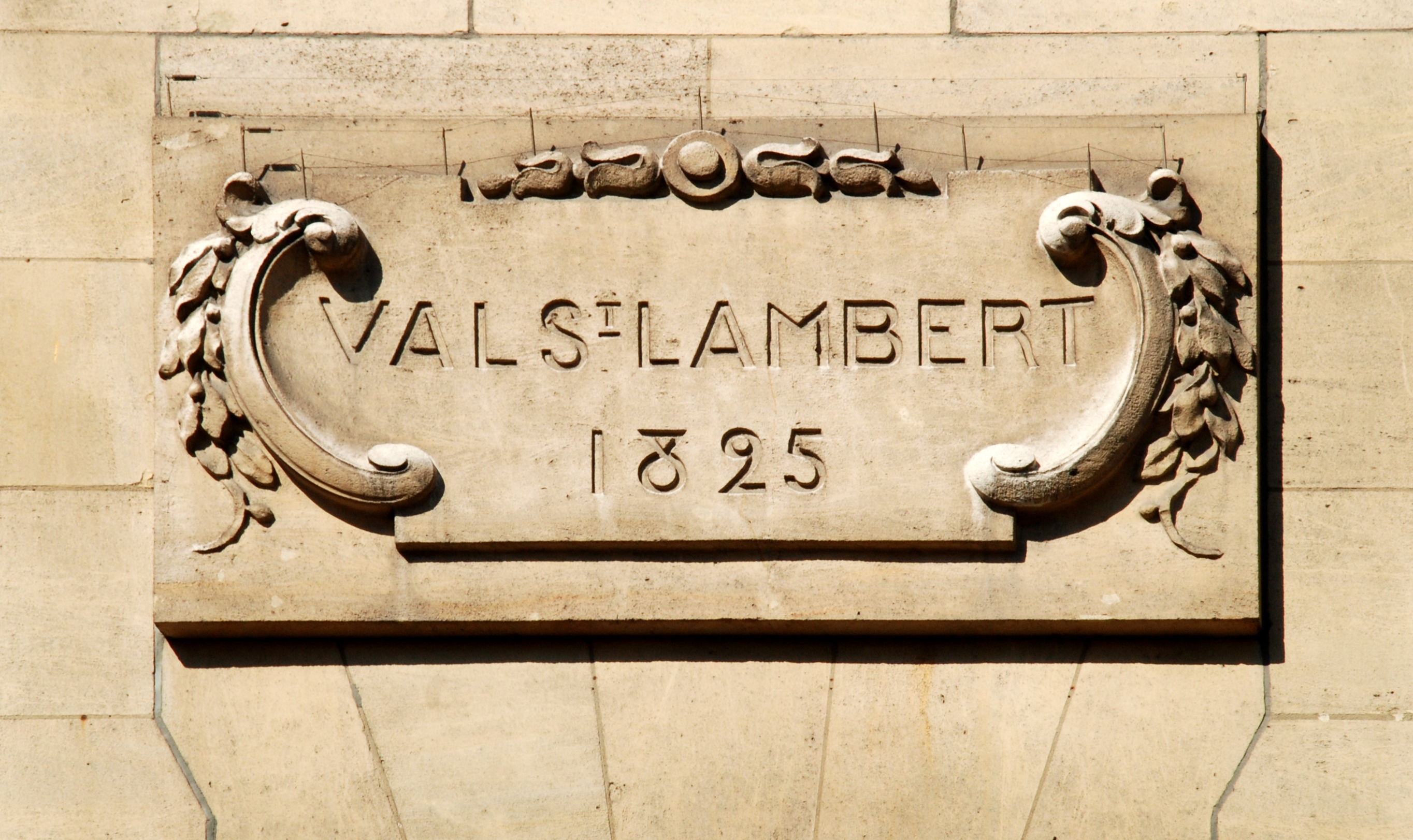
Cartouche « Val St Lambert 1825 ».
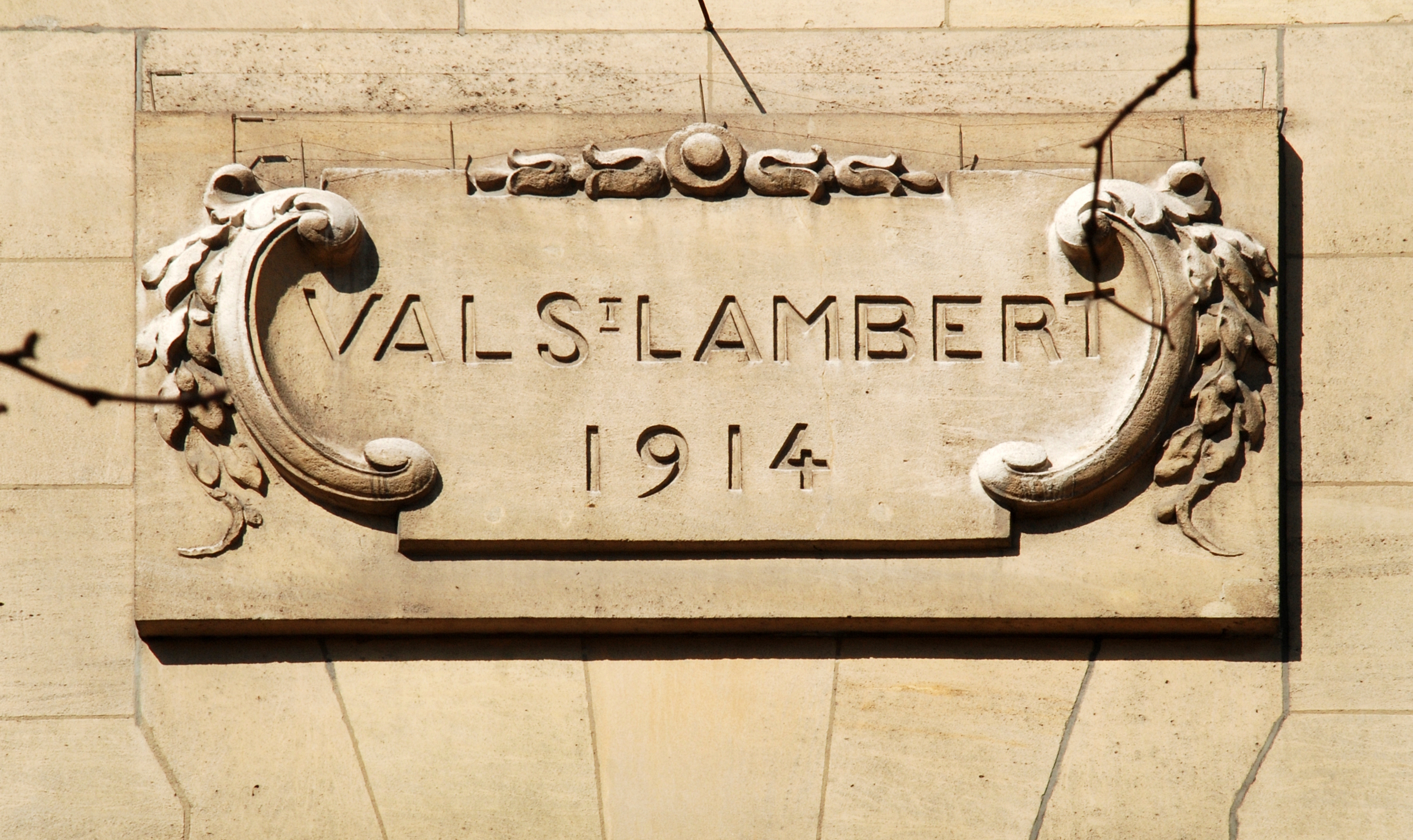
Cartouche « Val St Lambert 1914 ».

### Architecture intérieure
L'immeuble abrite une cage d'escalier monumentale de style néo-classique au sol en mosaïque ainsi que la « Salle des Miroirs », une magnifique salle ornée de stucs, de lambris ouvragés et de miroirs biseautés qui fut utilisée entre 1914 et 1965 pour exposer les cristaux de la manufacture.

## Accessibilité
| ___ | Ce site est desservi par les stations de métro : Sainte-Catherine et De Brouckère. |